# 루스키 미르

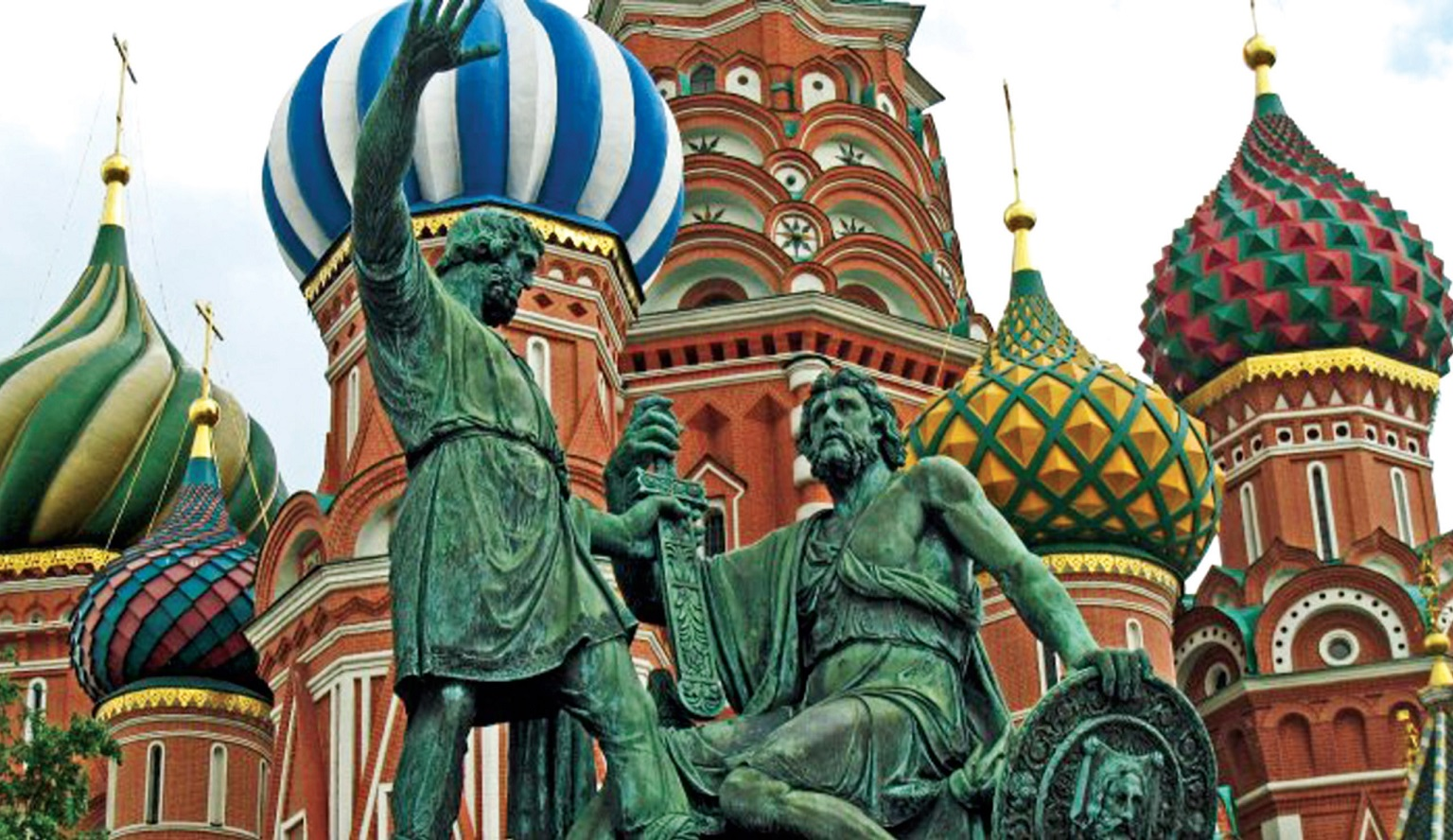
O. 쿠즈미나(O. Kuzmina)의 《루스키 미르》. 모스크바에 위치한 성 바실리 대성당 앞에 건립된 미닌과 포자르스키 동상을 묘사하고 있다.

루스키 미르(러시아어: русский мир, 영어: Russian world)는 "러시아적 세계"를 뜻하는 말로, 러시아의 군사적, 정치적, 문화적 영향권을 나타내는 용어로 쓰인다. 명확한 정의는 없으나 주로 러시아와 역사적, 문화적, 영적으로 밀접한 관련이 있는 공동체(러시아계 인구, 러시아어 화자, 러시아 정교회 신도)를 포괄하여 지칭한다. 소련 붕괴 이후 러시아의 신제국주의와 연관된 용어로, 2007년 블라디미르 푸틴 러시아 대통령은 해외에 이 개념을 홍보하기 위한 목적으로 루스키 미르 재단을 설립하였다.

## 같이 보기
- 유라시아주의
- 라시즘
- 러시아 제국주의
- 러시아의 내셔널리즘